# DIMM

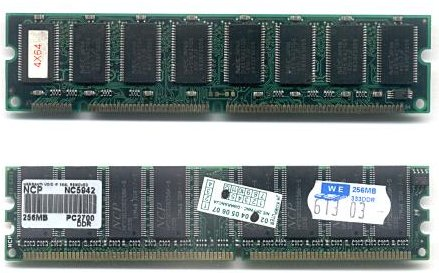
Modul SDRAM cu 168 de pini (sus) și modul DDR SDRAM de 184 de pini (jos). Fiecare modul are opt cipuri RAM (x 8), dar cel inferior are un spațiu neocupat pentru cel de-al nouălea cip

DIMM (Dual In-line Memory Module) în traducere aproximativă modul de memorie cu două linii, este un factor de formă al modulelor de memorie DRAM.  DIMM este succesorul  factorului de formă SIMM (Single In-line Memory Module). Denumirea „Dual In-line” vine de la principala diferență fizică față de SIMM și anume că DIMM are două linii de conectori pe fiecare parte a modulului, rezultând o dublă linie de contact. Memoriile DIMM transferă date la 64 biți, de două ori mai rapid decât SIMM.
Apariția factorului de formă DIMM a fost facilitată de dezvoltarea procesorului Pentium, care avea magistrala de date pe 64 biți. În stațiile de lucru profesionale, cum ar fi SPARCstation, acest tip de memorie a fost utilizat încă de la începutul anilor ’90. În computerele personale, o tranziție largă la DIMM a avut loc la sfârșitul anilor '90, odată cu apariția procesorului Pentium II.
Plăcile de bază pentru PC sunt concepute pentru a susține arhitectură multi-channel având un număr specific de 2, 4, 6 sau 8 sloturi DIMM și canale. Majoritatea plăcilor de bază sunt fabricate cu 4 sloturi. Modulele DIMM sunt întotdeauna perpendiculare pe placa de bază având mici pârghii la capete pentru fixare.

În general DIMM pentru PC sunt construite folosind cipuri de memorie organizate în „× 8”, cu câte 8 cipuri pe fiecare parte (există de asemenea un cip suplimentar pentru fiecare grup de opt, care nu este socotit). 
Modulele DIMM pot să fie în mai multe variante, incluzând unbuffered și buffered, precum și cu tensiuni de 3,3V sau 5V. DIMM-urile buffered au cipuri tampon suplimentare pentru a interfața cu placa de bază. Majoritatea DIMM-urilor pentru PC sunt Non-ECC și unbuffered (UDIMM) sau Non-Registred și 3,3 V.  Apple și alte sisteme non-PC folosesc versiuni buffered de 5V. Din acest motiv, crestăturile de-a lungul marginii conectorului unui DIMM unbuffered sunt distanțate în mod diferit față de un DIMM buffered. Acest lucru previne introducerea greșită a unui DIMM într-un alt soclu.

## Factori de formă

Module DIMM

Mai mulți factori de formă sunt utilizați în mod frecvent în DIMM:
- SO-DIMM cu 72 pini  - pentru FPM DRAM și EDO DRAM
- DIMM cu 100 pini - utilizat pentru imprimante SDRAM
- MicroDIMM cu 144 pini - pentru SDRAM în subnotebook
- SO-DIMM cu 144 pini - folosit pentru SDR SDRAM în laptop

- DIMM cu 168 pini - pentru SDR SDRAM, are o crestătură laterală și două crestături de-a lungul zonei de contact
- MicroDIMM cu 172 pini - utilizat pentru DDR SDRAM în subnotebook
- DIMM cu 184 pini - utilizat pentru DDR SDRAM, două crestături laterale și una de-a lungul zonei de contact, între pinii 52 și 53
- SO-DIMM cu 200 de pini - utilizat pentru DDR SDRAM și DDR2 SDRAM în laptop
- SO-DIMM cu 204 de pini - utilizat pentru DDR3 SDRAM în laptop
- MicroDIMM cu 214 de pini - utilizat pentru DDR2 SDRAM în subnotebook
- DIMM cu 240 de pini - utilizat pentru DDR2 SDRAM, două crestături pe fiecare parte și una în apropiere de centrul zonei de contact (între pinii 64/65 pe față și 184/185 pe spate)
- DIMM cu 240 de pini - DDR3 SDRAM și FB-DIMM DRAM, două crestături pe fiecare parte și una în apropiere de centrul zonei de contact (între pinii 48/49 pe față și 168/169 pe spate)
- MiniDIMM cu 244 de pini - utilizat pentru DDR2 SDRAM
- SO-DIMM 260 pini - utilizat pentru DDR4 SDRAM în laptop
- DIMM cu 288 de pini - utilizat pentru DDR4 SDRAM, cu o grosime mai mică, crestătura se află într-o locație diferită de cea de pe un modul DDR3.

### Alți factori de formă DIMM

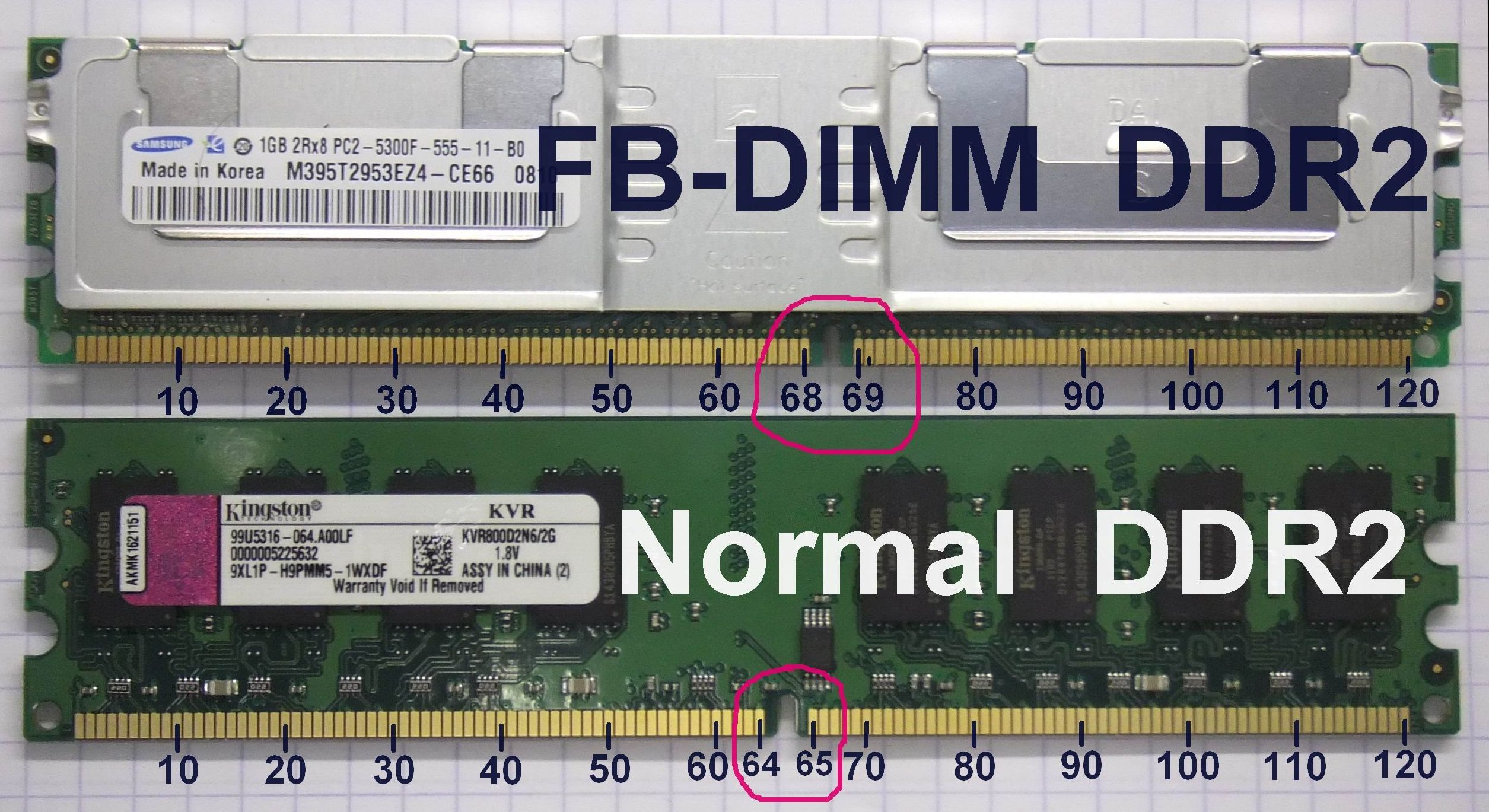
Comparație între FB-DIMM DDR2 și DIMM DDR2

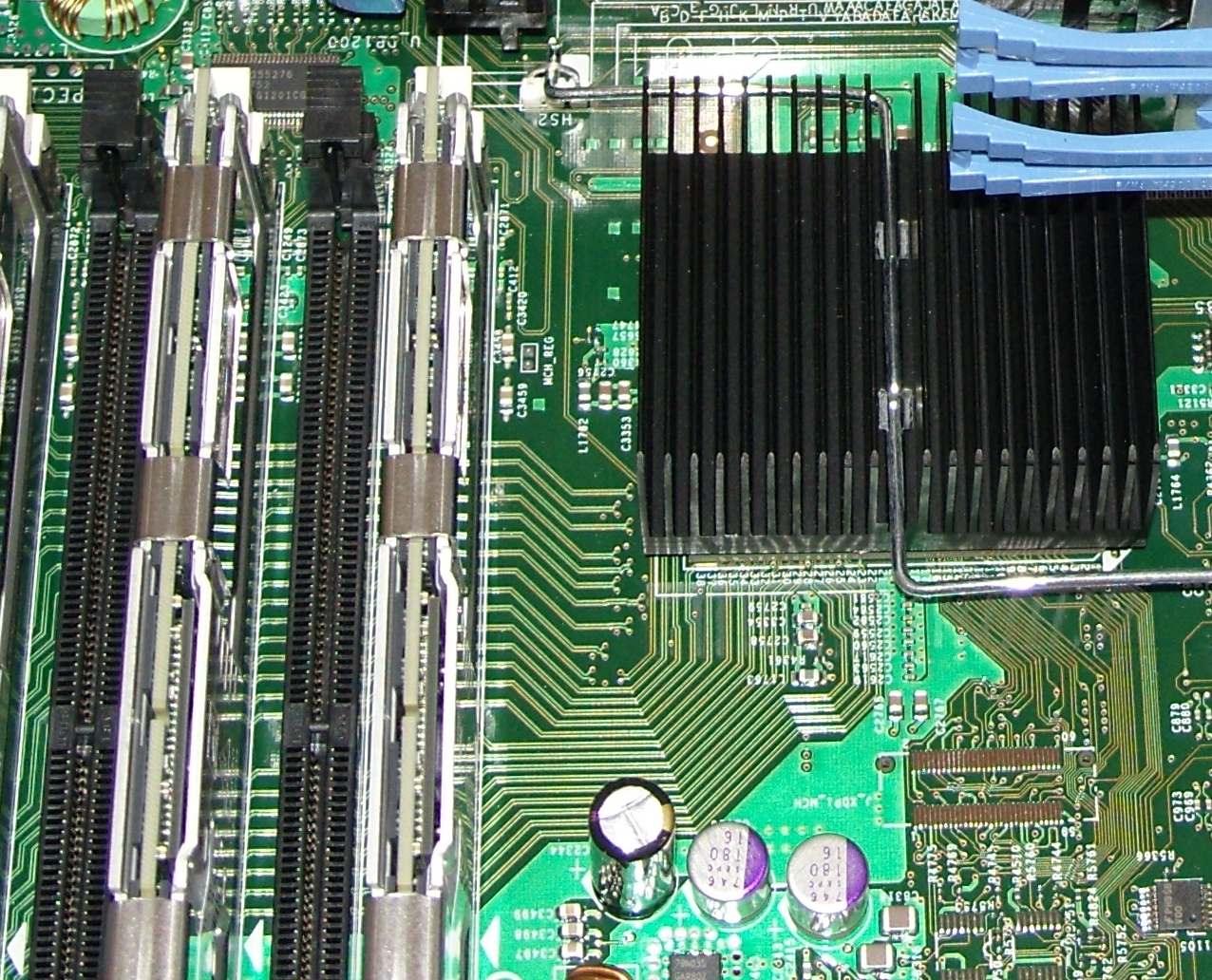
Module FB-DIMM la care AMB este vizibil în centrul fiecărui DIMM

- RDIMM (Registered DIMM) - cunoscute și sub numele de memorie tampon, conține un registru  între memorie și controlerul de memorie. RDIMM-urile sunt de asemenea utilizate în servere și alte aplicații care necesită robustete și stabilitate.

- FB-DIMM (Fully buffered DIMM) - conțin cipuri AMB (advenced memory buffer) între controlerul de memorie și modulul de memorie pentru a spori fiabilitatea, menține integritatea semnalului și îmbunătăți metodele de detectare a erorilor software. Sunt utilizate în sistemele care necesită capacități mari de memorie, cum ar fi servere și stații de lucru. DDR2 FB-DIMM are 240 de pini și crestătura între pinii 68/69.

- LR-DIMM (Load Reduced DIMM) - folosesc tehnologia iMB (isolation memory buffer) pentru a reduce încărcarea pe magistrala de memorie a serverului.[2]

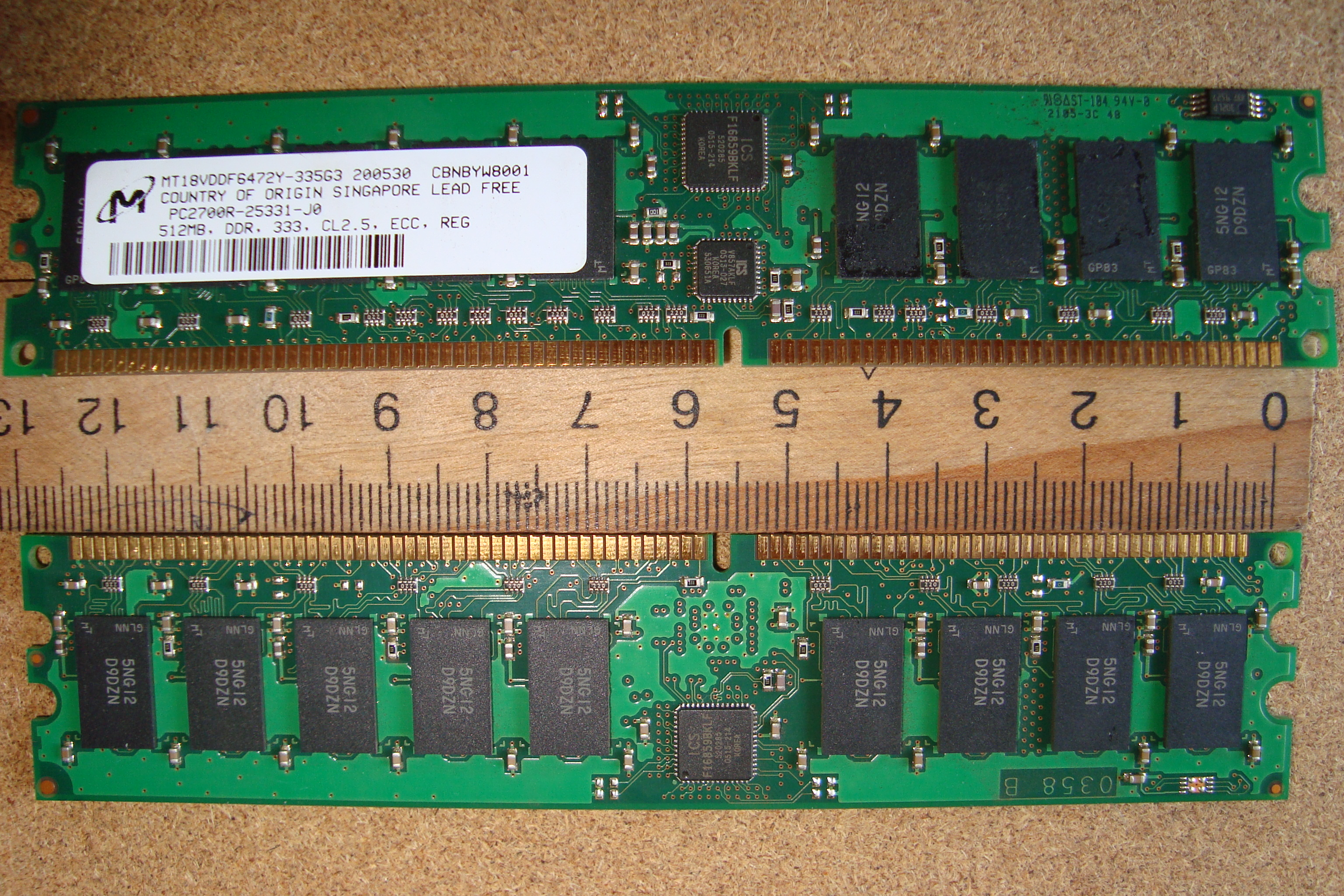
Module ECC DIMM

- ECC DIMM - memoriile ECC (Error-Correcting Code) folosesc un cod corector de erori pentru a detecta și corecta erori interne în mod automat. Memoria ECC este utilizată în serverele de calcul și financiare unde nu este acceptată corupția datelor.

- DC-DIMM (double capacity DIMM) - este un format nou UDIMM care conține 16 cipuri de memorie pe fiecare parte (x 16), având până la 32 de cipuri de memorie într-un singur modul de memorie.[3]

- NVDIMM (Non-Volatile DIMM) - memorie hibrid care poate păstra datele în cazul întreruperii alimentării. NVDIMM integrează memoria NAND flash nevolatilă cu memoria DRAM pe un subsistem de memorie unic.